# Switz City
Switz City est une municipalité située dans le comté de Greene, dans l’État de l'Indiana, aux États-Unis. Lors du recensement de 2020, elle comptait 268 habitants.